# Perfect Sisters
Perfect Sisters is een Canadese dramafilm uit 2014. Het is Stanley Brooks' tweede film als regisseur; voordien werkte hij als producent. Abigail Breslin en Georgie Henley vertolken de hoofdrollen: twee in armoede levende tienerzussen die van hun drankverslaafde moeder af willen. Het verhaal is gebaseerd op het boek The Class Project: How To Kill a Mother: The True Story of Canada's Infamous Bathtub Girls van Bob Mitchell uit 2008, dat zelf gebaseerd is op waargebeurde feiten in Canada in 2003. De film verscheen begin april 2014 en liep in een beperkt aantal bioscopen alvorens op dvd uit te komen.

## Verhaal
De tienermeisjes Sandra en Elizabeth verhuizen voor de zoveelste keer met hun alleenstaande moeder Linda en hun halfbroertje naar een nieuw appartement. Linda is labiel en verslaafd aan drank, en het duurt niet lang voor ze haar nieuwe baan weer verliest. Ze dreigen weer op straat terecht te komen, maar dan komt Linda met een nieuwe vriend aan die vanaf dan de huur betaalt. De man mishandelt haar echter en is ook nog eens handtastelijk tegenover Elizabeth.
De twee zussen fantaseren intussen over een beter leven en geloven dat hun moeder dat in de weg staat. Ze beginnen samen met een vriendin en vriend plannen te beramen om haar uit de weg te ruimen. Het lijkt maar een spelletje te zijn, maar als Linda's vriend op een avond hun halfbroertje een mep verkoopt maken ze het plan concreet. Ze halen pillen en drank in huis om hun moeder te verdoven, waarop Sandra haar in bad laat verdrinken. Vervolgens gaan ze met hun vrienden uit eten. Na hun thuiskomst belt Elizabeth met gespeelde hysterie de hulpdiensten.
Die gaan uit van een ongeval en de zaak wordt gesloten. De twee kunnen echter hun mond niet houden en al snel weet heel de school wat ze gedaan hebben. Een buurjongen stapt naar de politie en verkrijgt met een microfoontje een bekentenis van Sandra. De twee worden opgepakt en tot tien jaar cel – in Canada de maximumstraf voor minderjarigen – veroordeeld. Daarenboven mogen ze gedurende die tijd ook geen enkel contact meer houden. Sandra en Elizabeth worden na het vonnis in een hartverscheurend tafereel uit elkaar getrokken en apart weggevoerd. In de epiloog wordt nog meegegeven dat Sandra na vijf en Elizabeth na zes jaar vervroegd werden vrijgelaten.

## Rolverdeling
- Abigail Breslin als Sandra Andersen, de oudste zus.
- Georgie Henley als Elizabeth Andersen, de jongste zus.
- Mira Sorvino als Linda Andersen, de moeder.
- James Russo als Steve Bowman, Linda's nieuwe vriend.
- Rusty Schwimmer als Matha, de tante van de zussen.
- Zoë Belkin als Ashley, de schoolvriendin van de zussen.
- Jeffrey Ballard als Justin, Elizabeths vriendje.
- Jonathan Malen als David, de jongen die een oogje heeft op Sandra.
- Stephan James als Donny, de jongen op wie Sandra een oogje heeft.